# Volkswagen Touran
Volkswagen Touran er en kompakt MPV fra Volkswagen, baseret på Volkswagen Golf og bygget siden 2003.

## Generationer
- Volkswagen Touran I
(2003−2015)
- Volkswagen Touran II
(2015−)